# Rentamt München

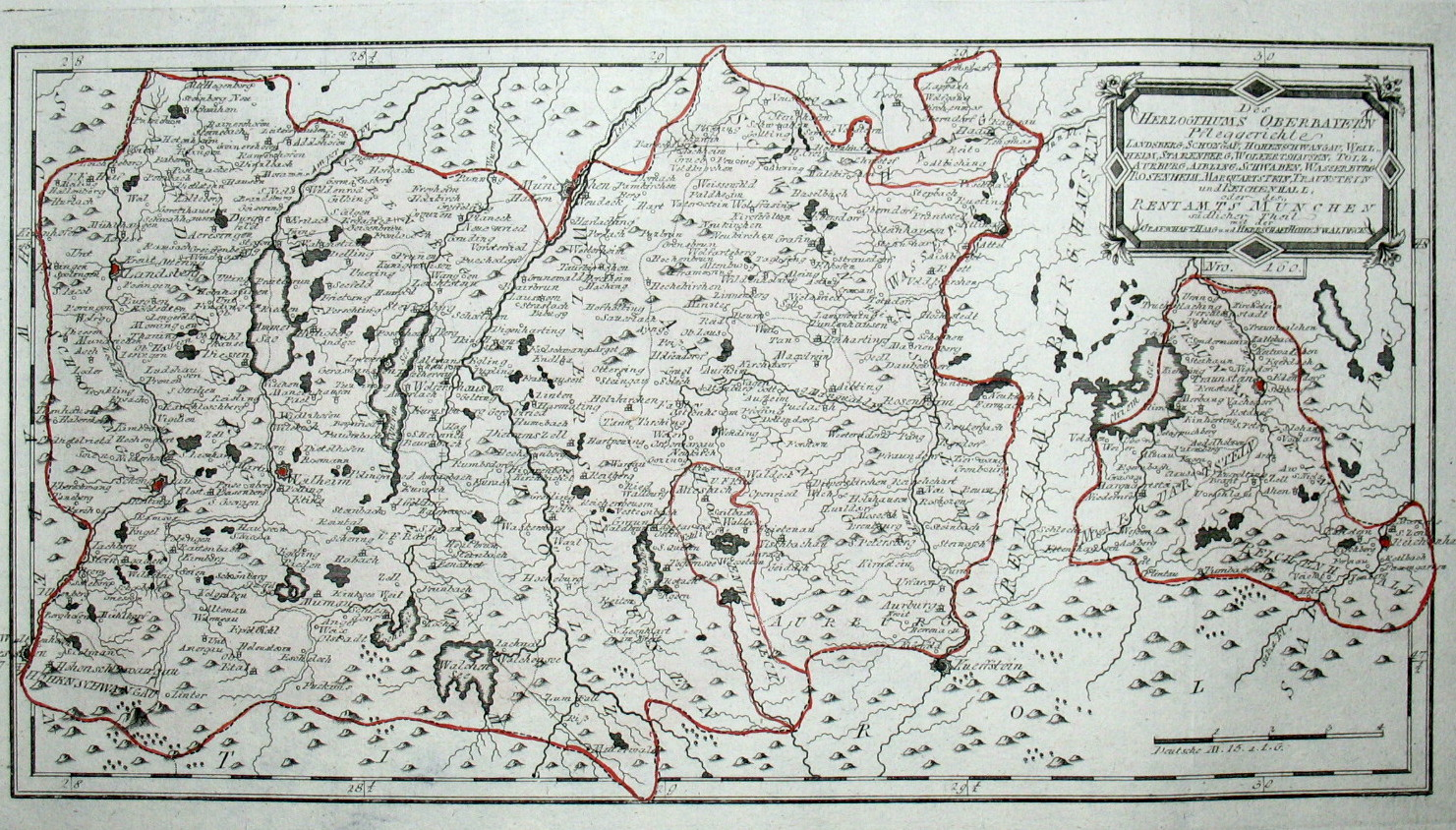
Franz Johann Joseph von Reilly: Des Herzogthums Oberbayern … Rentamt München südlicher Teil (1792)

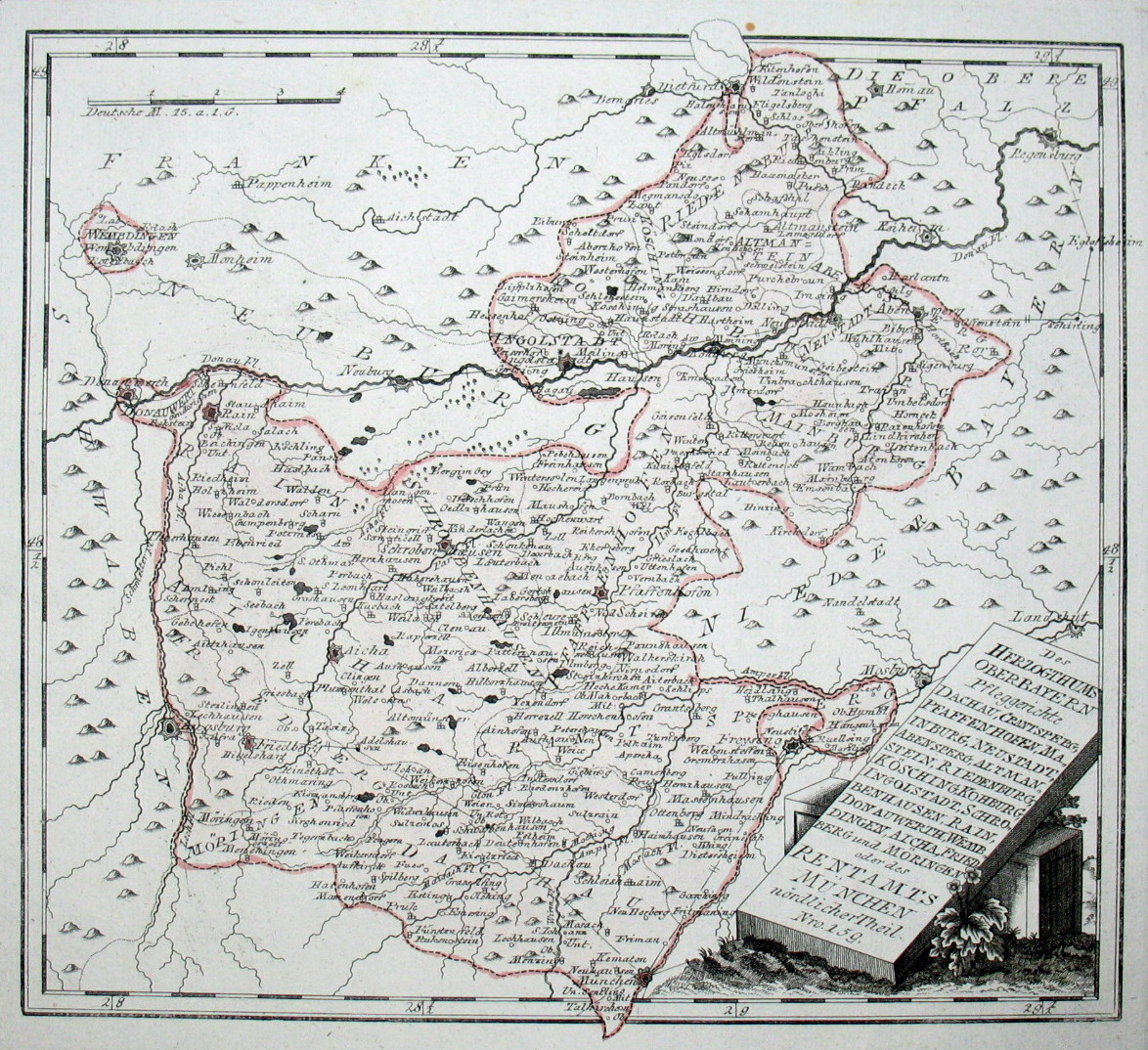
Franz Johann Joseph von Reilly: Des Herzogthums Oberbayern … Rentamt München nördlicher Teil (1792)

Das Rentamt München mit Sitz in München bestand von 1507 bis 1802 und war neben Landshut, Straubing und Burghausen eines der vier Rentämter des Herzogtums Bayern. Die Rentämter München und Burghausen (zusammen mit dem Ingolstädter Gezirk) bildeten dabei das „Oberland“.  Das Rentamt Amberg wurde mit dem Gewinn der Oberpfalz 1628 das fünfte Rentamt des Kurfürstentums Bayern. Zwischen 1802 und 1919 war „Rentamt München“ die Bezeichnung der Finanzbehörde des Landgerichts, später des Bezirksamts München und damit Vorläufer des heutigen Finanzamts.

## Geschichte
Bereits seit dem 13. Jahrhundert amtierten im Herzogtum Bayern Vitztume (vom lateinischen vicedominus), die die Rechte des Herzogs in Teilen des Landes wahrnahmen, in denen der Herzog nicht dauerhaft präsent war. Da die Aufgaben dieser Viztume im Laufe der Zeit immer weiter zunahmen, bekamen diese Rentmeister als unterstützende Beamte zugeordnet. Da diese u. a. das Finanzwesen der herzoglichen Landgerichte und anderer Unterbehörden kontrollierten und mit diesen Aufgaben zunehmend bedeutender wurden als die Vitztume selbst, wurden die Vitztumämter um 1500 als Rentämter oder Rentmeisterämter bezeichnet.
Nach der Wiedervereinigung des Herzogtums Bayern durch den Kölner Spruch nach Ende des Landshuter Erbfolgekrieges kam es um 1507 zu einer Verwaltungsreform. Dabei wurde Bayern in vier Rentämter eingeteilt. Da der Herzog in München als Haupt-  und Residenzstadt ständig präsent war, wurde hier kein Viztum als Stellvertreter eingesetzt. Auch auf die Bildung einer Regierung, die in den anderen Rentämtern die Aufgaben einer Mittelbehörde in administrativen, juristischen und finanziellen Angelegenheiten hatte, wurde verzichtet. Diese Aufgaben wurden in München von den Zentralbehörden (etwa Hofrat und Hofkammer) übernommen. Im Rentamt München amtierte damit lediglich der Rentmeister sowie der Rentschreiber als sein Stellvertreter. Der Rentmeister war dafür verantwortlich, die Arbeit der ihm untergeordneten Behörden und Gerichte zu kontrollieren und für deren ordentliche Ausführung zu sorgen. Dazu trat er regelmäßige Inspektionsreisen zu den Behörden an, die sogenannten Rentmeisterumritte. Außerdem übte der Rentmeister die Viztumswändel aus, also die Umwandlung von Leibes- in Geldstrafen.
Der sogenannte „Ingolstädter Gezirk“ wurde Mitte des 16. Jahrhunderts vom Rentamt München abgetrennt und entstand so als ein zusätzlicher Steuerbezirk in dem Bereich um die Landesfestung und Landesuniversität Ingolstadt. Neben Ingolstadt umfasste er lediglich die Landgerichte Abensberg, Altmannstein, Dünzlau, Gerolfing, Kösching, Mainburg, Stammham-Etting, Vohburg und Neustadt a.d.Donau. Anfang des 18. Jahrhunderts stand er gleichberechtigt neben den fünf bayerischen Rentämtern.
Früher als in den anderen Rentämtern wurde das Amt des Rentmeisters in München bereits 1779 abgeschafft und durch eine Kameral-Rentdeputation bei der Hofkammer ersetzt. Im gleichen Jahr erhielt es die Landgerichte Dorfen, Erding, Isareck und Moosburg vom aufgelösten Rentamt Landshut, die es aber schon 1784 bei der Wiedergründung des Rentamtes Landshut wieder abgeben musste. 1802 wurden im Zuge der Verwaltungsreformen durch Maximilian von Montgelas alle Rentämter abgeschafft. An ihre Stelle trat für die Provinz Baiern (Ober- und Niederbayern) zunächst die Generallandesdirektion (ab 1803: Landesdirektion) in München, bevor das Königreich Bayern 1808 in Kreise eingeteilt wurde, wobei die Gebiete des ehemaligen Rentamtes München zu einem großen Teil dem Isarkreis zugeordnet wurden.
Außerdem existierte weiter Rentämter in München, bei denen es sich aber um reine Unterbehörden der Finanzverwaltung für München und Umgebung handelte und die damit mit dem alten Rentamt im Wesentlichen nur den Namen gemein hatte. Daraus gingen 1920 die Finanzämter Münchens hervor.

## Gliederung
Zum Rentamt München gehörten 1792 im südlichen Teil
- die Pfleggerichte Landsberg, Schongau, Hohenschwangau, Weilheim, Starnberg, Wolfratshausen, Tölz, Auerburg, Aibling, Schwaben, Wasserburg, Rosenheim, Marquartstein, Traunstein und Reichenhall

sowie im nördlichen Teil
- die Pfleggerichte Dachau, Kranzberg, Pfaffenhofen, Riedenburg, Kösching, Kohburg, Schrobenhausen, Rain, Donauwörth, Wemding, Aichach, Friedberg und Mering (1799 mit Pfleggericht Friedberg vereinigt).

Eine Besonderheit war der Ingolstädter Gezirk, ein eigener Verwaltungsbezirk im Norden des Rentamts München, der eine eigene landständische Vertretung der Städte und Märkte in diesem Bereich ermöglichte. Neben Ingolstadt umfasste er lediglich
- die Landgerichte Abensberg, Altmannstein, Dünzlau, Gerolfing, Kösching, Mainburg, Stammham-Etting, Vohburg und Neustadt a.d.Donau.

## Rentmeister
| Name                                | Amtszeit    |
| ----------------------------------- | ----------- |
| Simon Stettner                      | 1535/1541   |
| Jörg Labermair                      | 1542–1550   |
| Christoph Kneittinger               | 1550 – 155? |
| Benedikt von Pirching               | 1557–1567   |
| Ulrich Romung                       | 1567–1574   |
| Jeremias Lauginger                  | 1574–1580   |
| Sebastian Pren                      | 1580–1581   |
| Heinrich Langenmantel               | 1582        |
| Hans von Geisberg                   | 1583        |
| Christoph Neuburger                 | 1583–1589   |
| Theodor Viebeck                     | 1590–1595   |
| Johann Schrenckh                    | 1595–1597   |
| Albrecht Pronner                    | 1597–1598   |
| Ernst Romung                        | 1598–1601   |
| Bernhard Barth                      | 1601–1604   |
| Christoph Ulrich Elsenhaymer        | 1604–1609   |
| Bernhard Barth                      | 1609–1616   |
| Hans Christoph Thanner              | 1616–1624   |
| Hans Christoph Neuburger            | 1625–1630   |
| Wilhelm Hofer                       | 1630–1635   |
| Hans Albrecht von und zu Haimhausen | 1635–1659   |
| Marquart Pfettner                   | 1659–1661   |
| Albrecht Heinrich Everhardt         | 1661–1668   |
| Hans Sigmund Herwarth               | 1664–1668   |
| Hans Felix Scharfseder              | 1669–1689   |
| Johann Georg Mändl                  | 1689–1693   |
| Mathias Albrecht von Mayr           | 1694–1729   |
| Franz Joseph von Packhenreit        | 1730–1735   |
| Ferdinand Anton Pistorini           | 1735–1740   |
| Joseph Ignaz von Frenau             | 1740–1757   |
| Joseph Maria von Packhenreit        | 1757–1779   |